# Antilurga
Antilurga là một chi bướm đêm thuộc họ Geometridae.

## Các loài
- Antilurga alhambrata (Staudinger, 1859)